# Железные люди
Желе́зные лю́ди (эст. Raudmehed) — персонажи эстонского народного эпоса «Калевипоэг». В данном контексте имеются в виду крестоносцы, завоёвывавшие Эстонию в древности. Упоминаются в девятнадцатой и двадцатой песнях эпоса.

## Песнь девятнадцатая
Калевипоэг заковывает Рогатого в цепи * Счастливые времена * Празднество и книга мудрости * Вести о войне
Калевипоэг шумно пирует в кругу друзей, празднуя свою победу над Рогатым. Но на следующее после пира утро со всех «окраинных застав» — из-под Пскова, из дубравы Таары (имеется в виду Тарту) и, в том числе, из Латвии — приходят вести об угрозе новой войны:
Уж к латвийским побережьям
На судах морских приплыло
Множество людей железных...
Множество людей железных,
Воинство отродий ада,
С берегов на нашу землю
Вышло убивать и грабить,
Угнетать народ свободный.

## Песнь двадцатая
Сборы в поход * Битва * Послы железных людей * Кончина Калевипоэга * У ворот преисподней
Калевипоэг собирает сотни своих воинов на берегу реки Эмайыги, готовясь к бою с иноземными захватчиками. Сбор длится пять дней, затем два дня Калевипоэг даёт войску на отдых и снаряжение к битве, а на третий день ведёт его в бой «к западу с нагорий Таары». Ещё до полудня начинается сражение:
Солнце полпути дневного
Не прошло, когда ударил
Долгий бой кровопролитный
С выходцами из-за моря — 
В сталь одетыми мужами,
Что нагрянули нежданно,
На несчастье нашим землям.
Калев-сын неутомимый
С полдня до зари вечерней
Сокрушал мужей железных,
Вламываясь в гущу войска.

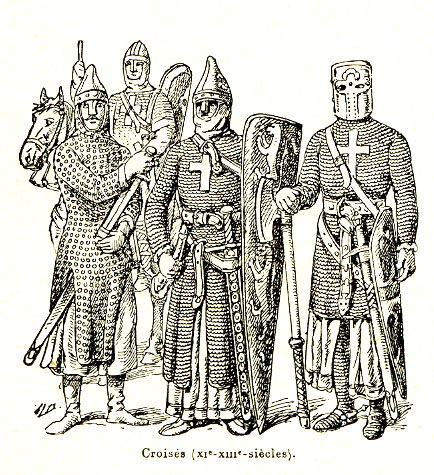
Крестоносцы в XI—XIII веках

К рассвету погибает скакун Калевипоэга, падают «ряды слабейших сотнями на ложе смерти». Тяжёлое ранение получает Сулевипоэг; его долго лечит знахарь. Калевипоэг продолжает сражаться:
Калев-сын неутомимый
Воинов валил железных,
Клал поленницей в долине.
Содрогнулась вражья сила,
Вспять поспешно обратилась.
На поле боя остаются сотни тел и голов, «рук отрубленных без счёта», и дымятся «лужи крови».